# Благоје Баковић
Благоје Баковић (Бојишта, 4. април 1957) српски је књижевник.

## Биографија
Основну школу похађао је на Слијепчу Мосту и у Равној Ријеци, гимназију у Бијелом Пољу, а студије књижевности на Наставничком факултету у Никшићу и Филозофском факултету у Новом Саду.
Осим поезије, пише и есејистику. Живи у Врбасу.
Песме су му превођене на двадесет осам језика. Заступљен је у преко педесет антологија наше поезије на српском и страним језицима, у оквиру Антологије српског песништва двадесетог века, на руском језику са педесет песама. Уврштен је у лектиру и читанке. 

## Награде
Побеђује на Фестивалу поезије младих у Врбасу 1984. године.
Добитник је књижевних награда и признања: „Блажо Шћепановић“, „Залога“, „Либертас“, „Кочићево перо“, „Ристо Ратковић“, „Искра културе“, КПЗ Војводине, „Златна струна“, Смедеревске песничке јесени, „Чарнок“, КПЗ Врбас, Октобарска награда ослобођења Врбаса и других. 
Године 2005. додељена му је награда „Милица Стојадиновић Српкиња“ за укупно дело на српском језику.
Заједно са песником Матијом Бећковићем, је добитник награде „Печат вароши сремскокарловачке“ за књигу „Сећање на мраве“.
Добитник је међународних награда за књижевност за децу „Булка“ и „Драгомир Ђорђевић“ .
Добитник је међународне награде Савеза писаца Русије „Константин Симонов“, за књигу изабраних песама „Пут“, објављене на руском језику.
За укрепљење међународних културних и духовних веза, добитник је награде Међународне асоцијације витезова, са златном медаљом и ликом Николаја Федоровича Федорова. 
За укупно дело, а за верно служење отаџбинској литератури, Савез писаца Русије, Подружница Московских писаца и преводилаца, доделила му је награду „Антон Павлович Чехов“.
За изузетан допринос развоју културе у Републици Србији и свесрпском културном простору додељена му је „Вукова награда“ за 2010. годину.
За књигу песама „Чеховљев кофер“ Савез писаца и преводилаца евроазијских држава и Савез писаца Русије, Подружница московских писаца, доделила му је награду „Владимир Мајаковски“.
Министарство за културу управе града Москве, доделило му је међународну награду „Златно перо“ 2011.
За књигу песама за децу и дорасле „Кад порастем бићу Ноле“ Банатски културни центар доделио му је плакету „Сима Цуцић“ за књигу године.
За књигу песама „Чеховљев кофер“, објављеној двојезично на српском и руском језику, додељена му је међународна награда словенских држава, диплома „Златни витез“ 2012. 
Влада Републике Србије 2012. године доделила му је награду за врхунски допринос националној култури.
За изузетан допринос афирмацији српске  књижевности и културе, добио је „Видовданску пјесничку повељу“,  на Романији, 2014.
За књигу песама, „Вајар спава међу камењем“, у издању Каироса из Сремских Карловаца,2014. добио је награду „Јефимијин вез“, за књигу године.
Добитник је награде, „Ленкин прстен“, за песму „Пуна је тишина“, која је проглашена најлепшом љубавном песмом српскога језика у 2014. години.
Књижевни часопис за децу „Витез“ и Београдски фестивал писаца за децу „Витезово пролеће“ доделили су му „Награду за животно дело“, за изузетан допринос у књижевном стваралаштву за децу, за 2015. годину.
Савез писаца Русије, Подружница московских писаца и преводилаца, поводом 60-те године свог постојања, као своме почасном члану доделила му је јубиларну, златну медаљу, за верно служење Руском слову, на Видовдан 2015.
За циклус књига песама за децу и дорасле „Кад порастем бићу Ноле“, „Кад порастем бићу Тесла“, „Кад порастем бићу Куста“, „Кад порастем бићу Матија“, „Кад порастем бићу звездаш“, XX међународни салон књиге доделио му је награду „Захарије Орфелин.“
За животно песничко дело, Свети Архијерејски Синод Српске православне цркве доделио му је, 2016. године, „Орден Светог Деспота Стефана Лазаревића“ који су пре њега добили Никита Михалков и Емир Кустурица.
Марта 2023. године додељена му је Награда „Мирослав Антић”.

## Дела
- Жеђ под водом, 1979.
- Шаптачева смрт, 1983.
- Поскок, 1985.
- Лето, 1987.
- Мароканске бајке, 1988.
- Сачма, 1989.
- Копно, 1990.
- Живим далеко, 1992.
- Креветац за царицу, 1992.
- Ћутим и певам, 1993.
- Зимски капут, 1994.
- Ватра за копитама, 1994.
- Грудва у снегу, два издања, 1996.
- Подне, 1997.
- Горовило, 1997.
- Сто песама, 1998.
- ГОРОВИЛО (друго допуњено издање), , 2000.
- Књига боравка, 2000.
- ПОДНЕ, (друго допуњено издање), 2002.
- ПОДНЕ, (треће, допуњено и измењено издање), 2002.
- Претворена у пољупце, 2003.
- Молитве и слава Теби, 2005.
- Изабрана дела, „Повратак на Итаку“ (I – V; „Траг“, „Повратак на Итаку“, „Горовило“, „Љубав ми жива по свету хода“ и „Тебе појем“) 2005.
- Оговарање пролећа, 2006.
- Сећање на мраве, 2007.
- Надгробни облак, 2008.
- Чежња за рукописом, 2008.
- Низ лаку плавет, изабране песме на руском језику, Москва, 2009.
- Молитва за мрава који се запутио ка Цариграду, 2009.
- Пут, изабране песме на руском језику, Москва, 2010.
- Сенка невидљивог, 2010.
- Лепше је тебе чекати, 2011.
- Чеховљев кофер, 2011.
- Вајар спава међу камењем, 2013.
- Зрно соли, 2014.
- Утеха лишћа, 2016.

### Књиге за децу
- Чаробни пастир, четири издања, 1997.
- Свети Сава - Школска слава, 2008.
- Азбучна добродошлица, заједно са Тодем Николетићем, 2008.
- Сунце испод кишобрана, 2010.
- Кад порастем бићу Ноле, 2012.
- Кад порастем бићу Тесла
- Кад порастем бићу Куста
- Кад порастем бићу Матија
- Кад порастем бићу Звездаш, 2013.